# Relación del primer viaje alrededor del mundo
La Relación del primer viaje alrededor del mundo es una obra escrita por Antonio Pigafetta, quien acompañó como cronista a Fernando de Magallanes y Juan Sebastián Elcano en su viaje alrededor del mundo.
Pigafetta tomó notas cada día del viaje que comenzó en agosto de 1519 y concluyó en septiembre de 1522.

## La obra
A menudo se hace referencia a esta obra como la Relación de Pigafetta, o como El primer viaje en torno al globo. El original no se conserva. Es la única obra narrativa conocida de Antonio Pigafetta, que la compuso a petición del duque de Mantua y se la dedicó en agosto de 1524 al gran maestre de la Orden de Rodas, Philippe Villiers de l’Isle-Adam.

### Contenido
Pigafetta recopiló numerosos datos acerca de la geografía, el clima, la flora, la fauna y los habitantes indígenas de los lugares recorridos; su minucioso relato fue un documento de gran valor, sobre todo por sus apuntes de náutica y lingüística. Sin su diario, la información del viaje de Magallanes sería muy incompleta. Empezó a escribir el día de su partida y terminó tres años después, el mismo día que volvió a Sevilla.
Pigafetta recogió muestras de vocabulario de algunos de los pueblos indígenas con los que se encontraron como las primeras palabras en idioma cebuano. De Brasil por ejemplo, algunas como: rey, cacich; bueno, tum; casa, bou; cama, hamac; peine, chipag; cuchillo, tarse; cascabeles, hanmaraca; tijeras, pirame; anzuelo, pinda; barco, canee; mijo, maïz; harina, hui; etcétera.
Dio las primeras noticias en Europa del pingüino de Magallanes, el lobo marino y el guanaco:

Costeando siempre esta tierra hacia el polo Antártico, nos detuvimos en dos islas que sólo encontramos pobladas por pengüines y lobos marinos. Los primeros existen en tal abundancia y son tan mansos que en una hora cogimos provisión abundante para las tripulaciones de las cinco naves. Son negros y parece que tienen todo el cuerpo cubierto de plumas pequeñas, y las alas desprovistas de las necesarias para volar, como en efecto no vuelan: se alimentan de pescados y son tan gordos que para desplumarlos nos vimos obligados a quitarles la piel. Su pico se asemeja a un cuerno.

Los lobos marinos son de diferentes colores y más o menos del tamaño de un becerro, a los que se parecen también en la cabeza. Tienen las orejas cortas y redondas y los dientes muy largos; carecen de piernas, y sus patas, que están pegadas al cuerpo, se asemejan bastante a nuestras manos, con uñas pequeñas, aunque son palmípedos, esto es, que tienen los dedos unidos entre sí por una membrana, como las nadaderas de un pato. Si estos animales pudieran correr serían bien temibles porque manifestaron ser muy feroces. Nadan rápidamente y sólo viven de pescado.
(..)

Este animal tiene la cabeza y las orejas de mula, el cuerpo de camello, las piernas de ciervo y la cola de caballo, cuyo relincho imita.
A. Pigafetta

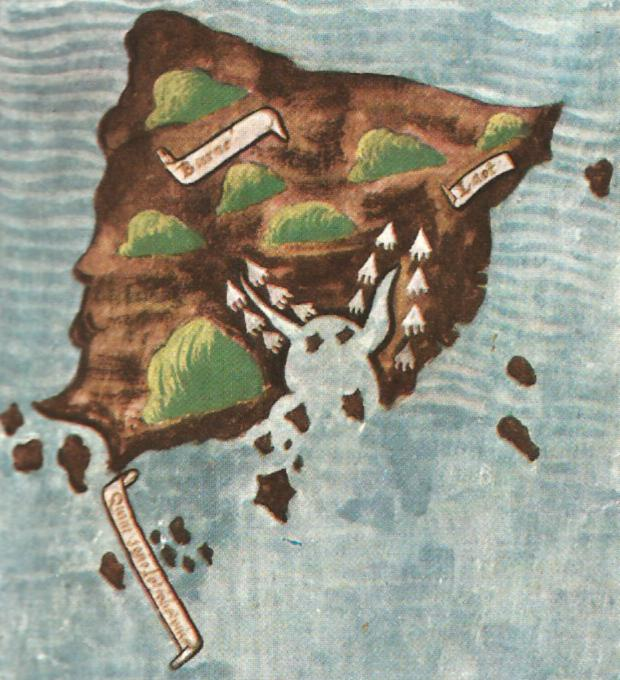
La isla de Borneo según Pigafetta, ed. Amoretti, 1800.

Magallanes, Elcano y sus tripulaciones profundizaron en sus conocimientos del cielo del hemisferio sur. Antonio describe, en particular, una nube de niebla que ahora lleva el nombre de Nubes de Magallanes.

### Ediciones
El manuscrito original de Pigafetta se ha perdido. La primera versión impresa fue un resumen en francés titulado Le voyage et navigation, publicado en París hacia 1526, del cual derivaron todas las otras versiones y traducciones hasta finales del siglo XVIII. Se cree que se basaba en el resumen entregado por Pigafetta a la reina regente Luisa de Saboya. Una segunda edición de Le voyage et navigation fue publicada en 1536, traducida al italiano el mismo año e integrada por Gianbattista Ramusio en sus Navigationi et viaggi en 1550, y traducida al latín en 1555.
En 1797, Carlo Amoretti descubrió  en la Biblioteca Ambrosiana de Milán una copia del siglo XVI de la obra original de Pigafetta. De aquí publicó Amoretti una edición completa en italiano en 1800 y un año después otra en francés. A partir de dicha traducción francesa, el historiador chileno José Toribio Medina realizó la primera traducción al español, publicada en 1888 incluida por él en la Colección de documentos inéditos para la historia de Chile.
Más adelante se descubrieron tres copias de la relación de Pigafetta en francés, que se encuentran en la Biblioteca nacional de Francia y en la de la universidad de Yale.

### Estructura
Antonio Pigafetta escribió un diario personal durante la expedición que posteriormente convirtió en un libro de viaje, añadiéndole referencias a la cultura libresca de su tiempo así como un prólogo en el que expuso sus motivaciones. Es aquí donde además de justificar su obra como para entretener, también quiere llegar a la posteridad. Además adjuntó al final un opúsculo sobre el arte de navegar, que ha sido omitido en la mayoría de las ediciones de su obra. Este opúsculo es en realidad una traducción al italiano del Regimiento escrito por el socio de Magallanes, Rui Faleiro, en 1519 sobre la medida de la longitud geográfica por métodos astronómicos.
El viaje es el hilo argumental del diario, en forma a veces de epopeya, con naufragios, tempestades o la aparición de presagios como el fuego de San Telmo que Pigafetta convierte en manifestaciones de la voluntad divina.
A Fernando de Magallanes se le presenta como el héroe de la obra, siguiendo los cánones de la literatura caballeresca.

El capitán general Fernando de Magallanes había resuelto emprender un largo viaje por el Océano, donde los vientos soplan con furor y donde las tempestades
son muy frecuentes. Había resuelto también abrirse un camino que ningún navegante había conocido hasta entonces; pero se guardó bien de dar a conocer este atrevido proyecto temiendo que se procurase disuadirle en vista de los peligros que había de correr y que le desanimasen las tripulaciones. A los peligros naturales inherentes a esta empresa, se unía aún una desventaja para él, y era que los comandantes de las otras cuatro naves, que debían hallarse bajo su mando, eran sus enemigos, por la sencilla razón de que eran españoles y Magallanes portugués.
A. Pifafetta

Por el contrario, a Juan Sebastián de Elcano, que se hizo cargo de la expedición tras la muerte de Magallanes y otros jefes, no lo menciona ni una sola vez. De hecho, Pigafetta no menciona a ninguno de los compañeros que completaron la circunnavegación, ni a los que quedaron en las Molucas tratando de regresar en la Trinidad; solo menciona a los muertos.